# Migración de los serbios
Migración de los serbios bajo el patriarca Arsenio III Čarnojević (en serbio: Seoba Srba pod patriarhom Arsenijem III Crnojevićem) o simplemente Migración de los serbios (Seoba Srba) es el nombre dado a cuatro óleos similares del artista Paja Jovanović. En ellos, el pintor retrata a los serbios, guiados por el arzobispo Arsenio III, durante su huida de la Vieja Serbia en el marco de la gran migración de 1690-91. El primero fue un encargo del patriarca de Karlovci Jorge I, en 1895, con el propósito de ser mostrado al año siguiente en la Exhibición del Milenio de Budapest. A los ojos del clero serbio, la pintura tenía el propósito de apoyar la afirmación de que los serbios dejaron su tierra natal a instancias del emperador del Sacro Imperio Romano Germánico a fin de proteger las fronteras de la Monarquía Habsburgo; afirmación que serviría para legitimar las pretensiones serbias en pos de una autonomía religiosa y autoadministración parcial dentro del Imperio austrohúngaro del que entonces formaban parte.
La primera pintura, de 380 × 580 cm, fue terminada en 1896 y presentada al patriarca Jorge ese mismo año, quien, insatisfecho, pidió a Jovanović modificar su obra de acuerdo con el punto de vista que la Iglesia tenía sobre la migración. A pesar de que el autor hizo los ajustes relativamente rápido, no pudo hacerlos a tiempo para su exhibición en Budapest y por tanto fue mostrada por primera vez en el palacio arzobispal en Sremski Karlovci. Al final, Jovanović realizó cuatro versiones de la pintura, tres de las cuales aún existen: la primera se exhibe en el edificio del patriarcado de la Iglesia ortodoxa de Serbia en Belgrado; la segunda en el Museo Nacional de Pančevo; y la cuarta en la residencia de la Princesa Ljubica, también en Belgrado. La pintura Migración de los serbios es considerada como uno de los iconos de la cultura popular serbia y varios autores la elogian como uno de los mejores logros de Jovanović.

## Antecedentes
En el marco de la Gran Guerra Turca, en 1689, el arzobispo de Peć, Arsenio III, incitó a los serbios en Kosovo, Macedonia y Sandžak a sublevarse contra el Imperio otomano y apoyar la incursión de la Casa de Habsburgo en los Balcanes. El 2 de enero de 1690, las tropas serbias fueron derrotadas junto a las tropas de los Habsburgo en una batalla en la garganta de Kaçanik, tras lo cual los segundos empezaron a retirarse. Esto incitó a miles de aldeanos serbios a dejar sus hogares y huir al norte dado que temían represalias por parte de los otomanos. Este evento pasó a ser conocido en la historia serbia como la gran migración serbia. Entre 30 000 y 40 000 refugiados serbios arribaron a Voivodina —controlada por la familia Habsburgo—, al norte del Danubio, y se establecieron allí. Los inmigrantes empezaron a llamar Vieja Serbia a las regiones que habían abandonado y apodaron a su nueva patria como «Nueva Serbia». Tim Judah, periodista especialista en los Balcanes, describe el éxodo como uno de los eventos más traumáticos de la historia serbia.
En 1691, Arsenio llegó a un acuerdo con el emperador del Sacro Imperio Romano Germánico Leopoldo I, por el cual los Habsburgo garantizaron autonomía eclesiástica y algún grado de autoadministración, para disgusto de la Iglesia católica y las autoridades húngaras. Leopoldo reconoció a Arsenio como líder de los serbios en el Imperio en el ámbito tanto religioso como secular, e indicó que su poder pasaría a todos los futuros arzobispos. Así pues, en 1712 Sremski Karlovci se convirtió en sede del patriarcado para los serbios residentes en el Imperio de los Habsburgo. La metrópoli de Karlovci y luego el patriarcado sería una de las jurisdicciones que en 1920 daría lugar a la Iglesia de Serbia como institución.
A principios de la década de 1890, los oficiales húngaros anunciaron sus planes para una Exhibición del Milenio de Budapest que debía celebrarse en 1896, con el propósito de conmemorar los mil años de la conquista húngara de la llanura carpática, así como reafirmar la «legitimidad nacional y territorial» de Hungría y el «derecho nacional e histórico» de las áreas que habitaron los húngaros. Dicha exhibición se llevaría a cabo en el parque de la Ciudad, con exposiciones divididas en doce áreas distintas, una de ellas dedicada a las artes visuales. En cuanto a arte se refiere, la obra maestra de la exhibición fue La conquista de la llanura carpática, una obra del pintor de historia húngaro Mihály Munkácsy exhibida en el edificio del Parlamento. Para la muestra se construyeron diferentes pabellones que mostraban los logros culturales e industriales de los pueblos no húngaros que vivían en territorios que administraban dentro del Imperio, incluyendo uno para los serbios.
En la primavera de 1895, por órdenes del patriarca de Karlovci Jorge I, la Junta del Congreso de Sremski Karlovci encargó al joven realista Paja Jovanović la composición de Migración de los serbios, con la intención de que fuera expuesta en el pabellón dedicado a ellos. Inicialmente, Jorge se acercó al artista Uroš Predić, pero el pintor indicó que le tomaría dos años completar el cuadro, mientras que Jovanović aseguró al patriarca que le llevaría ocho meses; por lo que se convirtió en uno de los dos trabajos que se le encomendaron, siendo el otro el tríptico de Vršac que le encargó el ayuntamiento de Vršac.
Desde el punto de vista del clero, Migración de los serbios ayudaría a legitimar las pretensiones serbias que buscaban la autonomía religiosa y la autoadministración parcial en Austria-Hungría: la narrativa oficial de la iglesia sostenía que Leopoldo había solicitado que los serbios de Kosovo, Macedonia y Sandžak se asentaran en la frontera entre el Imperio de los Habsburgo y el Imperio otomano para amortiguar posibles invasiones de estos últimos, y los oficiales ortodoxos buscaban que la pintura de Jovanović reflejara este punto de vista, por lo que el cuadro tuvo implicaciones políticas significativas. Los serbios dentro del Imperio afirmaban que el acuerdo entre Arsenio y Leopoldo legitimaba la posesión de las tierras que habitaban, mientras que los nacionalistas croatas desacreditaban a los serbios tachándolos de «huéspedes no invitados» que únicamente habían conseguido la promesa de autonomía de Leopoldo tras haber migrado a tierras de los Habsburgo. Así pues, Migración de los serbios se concibió con el fin de desafiar las narrativas históricas y políticas que contaban los cuadros de autores croatas y húngaros cuyas obras iban a ser igualmente exhibidas; en particular, para contraponerlo a la obra de Munkácsy.
El encargo de la obra le supuso a Jovanović la oportunidad de hacerse un nombre como pintor de historia, dado que el propósito inicial de la pintura era ser exhibida en un evento de importancia internacional en una capital extranjera. A fin de garantizar que Migración de los serbios fuera históricamente precisa, Jovanović estudió armas, trajes y varios objetos medievales auténticos que luego incorporó a su composición; reunió material etnográfico y consultó a historiadores. Como hecho notable, la Iglesia solicitó al historiador y sacerdote ortodoxo Hilarión Ruvarac que asesorara a Jovanović en cuanto a los detalles históricos de la migración, y le acompañó a visitar los monasterios de Fruška Gora, donde el joven artista examinó varias fuentes contemporáneas y objetos de la época.
El historiador Lilien Filipovitch-Robinson apunta que Jovanović incorporó técnicas modernas y emuló la aproximación al naturalismo de los pintores paisajistas contemporáneos, como muestra de que él estaba «a gusto con el arte del pasado y de su propia época». La composición supuso un cambio significativo en Jovanović, ya que hasta ese punto había pintado obras más que nada orientalistas a diferencia de los demás artistas que habían retratado momentos específicos de la historia serbia.

## Historia

### Original
El cuadro original, que mide 380 × 580 cm, muestra a Arsenio como líder de decenas de miles de serbios que parten al exilio, a caballo y flanqueado por una bandera serbia. Su figura fue modelada usando la del patriarca Jorge y supone una referencia directa al pasaje bíblico en el que Moisés guía a su pueblo fuera de Egipto. No obstante, en palabras de Judah, la ironía está en que el patriarca guía al pueblo lejos de su tierra prometida. El patriarca se sitúa en el centro de la composición junto con otras cuatro figuras escalonadas de forma desigual a lo largo del lienzo en lugar de moverse en línea recta. Según Filipovitch-Robinson, «marcan el primer plano, dirigiendo la mirada a través de las diagonales y curvas de sus cuerpos, realizando ademanes a la siguiente línea de figuras tras ellos. Cada línea subsiguiente lleva a la que sigue». Todos los grupos de edades se encuentran representados en el cuadro, prestándose especial atención a los detalles de sus rostros. En el fondo aparecen miles de figuras a caballo y a pie antes de fundirse finalmente con el horizonte: en la parte izquierda se encuentran soldados serbios que apuntan sus lanzas al cielo, mientras a la derecha las carretas de madera cargan familias hacia el exilio. En primer plano, a la derecha, un viejo pastorea sus ovejas. A la derecha del patriarca se encuentra una mujer, la esposa del líder de la milicia Jovan Monasterlija, que lleva al bebé de ambos y monta sobre el caballo que lleva sus pertenencias. Un guerrero bigotudo camina tras ellos con espadas sujetadas a su cintura y un rifle que descansa sobre el hombro, «avanzando decididamente hacia el futuro» con el brazo derecho ensangrentado y colgado de un cabestrillo. La figura del guerrero tuvo como modelo a un conocido del autor, Nikola Igić, un juez de Voivodina.
Al verla por primera vez, Jorge se decepcionó con la representación que Jovanović realizó del éxodo, en particular la vista de ovejas y carros que transportan consigo mujeres y niños, pues los inmigrantes parecían una «chusma dándose a la fuga». El disgusto del patriarca yacía en el desacuerdo de la interpretación de qué había dado lugar a la migración, pues la Iglesia sostenía que Arsenio simplemente atendía el llamado del emperador para dirigirse al norte. Luego de estudiar el trabajo de Ruvarac, Jovanović sostenía el argumento de que la motivación de dejar sus hogares era huir de la persecución otomana, más que el deseo de proteger la frontera. Jovanović llevó la pintura de vuelta a su estudio y realizó una segunda versión, alterándola al gusto del patriarca, suprimiendo las ovejas, los carros y la mujer con su niño para remplazarlos por guerreros; ubicó además la carta que Leopoldo supuestamente había enviado a los serbios invitándolos a asentarse en Voivodina en las manos de Isaías Đaković, un sacerdote que cabalga junto a Arsenio. Si bien los cambios se efectuaron relativamente rápido, Jovanović no los realizó a tiempo para que el cuadro se exhibiera en Budapest, por lo que solo se expuso el tríptico de Vršac.
Migración de los serbios fue mostrada por vez primera en el palacio arzobispal de Sremski Karlovci en 1896, donde se mantuvo hasta 1941, cuando fascistas de la Ustacha saquearon el palacio y la robaron, retirándola de su marco antes de llevarla a Zagreb. Allí permaneció hasta el final de la guerra, tras la cual fue devuelta a Serbia, donde se exhibió brevemente en el Museo Nacional de Belgrado antes de devolverla a la Iglesia ortodoxa de Serbia. Finalmente fue puesta en el edificio del patriarcado en Belgrado, en donde permanece. Fue restaurada en 2004.

### Otras versiones
Mientras trabajaba en la copia que había encargado el patriarca, Jovanović empezó otra versión de la pintura, en la que se mantuvo a la mujer con su hijo, el rebaño de ovejas y las carretas con refugiados, lo que ha llegado a interpretarse como la «firmeza de convicción e integridad artística de Jovanović». Esta versión, que era más pequeña que la primera, con apenas 126 × 190 cm, fue terminada igualmente en 1896 y llegó a ser conocida como la «versión de Pančevo» al haber sido adquirida por el museo de la ciudad en la década de 1970. Poco después de haber sido finalizada, el coleccionista de arte agramita Petar Nikolić obtuvo los derechos para publicar reproducciones litográficas durante los siguientes cincuenta años. Estas impresiones se volvieron populares y podían encontrarse en hogares serbios incluso a finales del siglo xx. Esta versión se exhibió en la Exposición Universal de París en 1900 y, al ser la primera versión reproducida, se convirtió en la interpretación más conocida.
Durante la Segunda Guerra Mundial, Jovanović creó una tercera versión a petición de la médica belgradense Darinka Smodlaka, quien solicitó que la figura de la esposa de Monasterlija fuera similar a ella, aunque no se sabe cuánto pagó por todo ello. Medía 65,2 × 96,5 cm y se desconoce su paradero, por lo que se presume perdida. Ya en 1945, cuando la guerra se acercaba a su fin, el mercader serbio Milenko Čavić encargó una cuarta versión, al dar por hecho que las otras habían sido destruidas en el conflicto. Čavić la regaló a la familia Mandukić al terminar la guerra, quienes emigraron a Nueva York luego de que los comunistas tomaran el control de Yugoslavia en 1945. La pintura fue devuelta a Belgrado en 2009 y se exhibe en la residencia de la Princesa Ljubica. Mide 100 × 150 cm.

## Crítica y legado
La pintura fue recibida positivamente tanto dentro como fuera de Serbia, y ha mantenido desde entonces un estatus icónico dentro de la cultura popular del país; por ejemplo, se hace alusión a ella en la película Underground de Emir Kusturica en donde los refugiados son mostrados marchando hacia Belgrado de una manera similar tras el bombardeo que sufrió la ciudad en abril de 1941. Varios autores han notado similitudes entre la visión que tuvo Jovanović de la migración, y otros hitos en la historia serbia: la historiadora Katarina Todić observa que hay parecidos notables entre el cuadro y las imágenes de la retirada del ejército a la costa del Adriático durante la Primera Guerra Mundial, y Judah comenta que la composición recuerda las imágenes de la diáspora de los serbios de Krajina tras la Operación Tormenta de Croacia en agosto de 1995.
El periodista John Kifner describe Migración de los serbios como «un equivalente balcánico de Washington cruzando el Delaware (...) un [icono] reconocible instantáneamente de la lucha de 500 años contra los turcos otomanos»." David A. Norris, historiador especialista en cultura serbia, define el enfoque de Jovanović como «muy efectivo» y escribe cómo la actitud estoica de los sacerdotes, guerreros y campesinos recuerda al espectador el significado histórico de la migración. Asevera que Migración de los serbios y otras pinturas similares estimulan «una memoria colectiva» entre la nueva clase media serbia «transformando (...) la memoria de la gente en un vehículo más moderno para la invención de una nueva ideología nacional basada en la lucha serbia por la libertad contra la dominación extranjera». Michele Facos describe el cuadro como una celebración de los «valientes esfuerzos para defender la Europa cristiana contra (...) los turcos otomanos» por parte del pueblo serbio.
Filipovitch-Robinson ubica la pintura entre las tres mejores obras del autor, junto a La insurrección de Takovo (1888) y La proclamación del códice de Dušan (1900), punto de vista que comparten Jelena Milojković-Djurić y Judah. Filipovitch-Robinson alaba el «realismo absoluto» de Jovanović y elogia su retrato de los inmigrantes. Milojković-Djurić indica que la versión de Pančevo «valida a Jovanović como un comentarista perspicaz de la historia de los Balcanes», es indicativo de «la metodología y habilidad técnica que ya le había merecido aclamación internacional» y el autor «persuade al espectador de la credibilidad y autenticidad del evento». También menciona que «captura la determinación, fuerza y dignidad de las personas (...) Independientemente de los motivos de su migración, se mueven hacia adelante al unísono para encontrarse con los duros desafíos de una tierra desconocida».